# Astronotus
Astronotus – rodzaj słodkowodnych ryb okoniokształtnych z rodziny pielęgnicowatych (Cichlidae). Występują w Ameryce Południowej – w Amazonce i jej dopływach. Dorastają do 35 cm długości.

## Klasyfikacja
Gatunki zaliczane do tego rodzaju:
- Astronotus crassipinnis (Heckel, 1840)
- Astronotus mikoljii Lozano, Lasso-Alcalá, Bittencourt, Taphorn, Perez & Farias, 2022
- Astronotus ocellatus (Agassiz, 1831) – pielęgnica pawiooka[3][4], ocznik[3]
- Astronotus rubroocellatus (Jardine & Schomburgk, 1843) – status gatunkowy niepewny